# 黑龙江挠力河国家级自然保护区
黑龙江挠力河国家级自然保护区位于三江平原腹地，地跨宝清县、富锦县、饶河县和抚远市，总面积为979.5平方公里，共分为核心区、缓冲区和实验区。

## 历史沿革
2002年7月2日，中国国务院决定将长林岛省级自然保护区、燕窝岛省级自然保护区、挠力河省级自然保护区这三处省级自然保护区和一处七星河市级自然保护区合并成挠力河国家级自然保护区。

## 保护区介绍
黑龙江挠力河国家级自然保护区属于内陆湿地与水域生态系统类型的保护区，保护区内野生动物593种、野生植物1047种，其中，有70种动物、10种植物是中国濒危保护物种。